# كيفن توماس (لاعب كرة قدم أمريكية أمريكي)
كيفن توماس (بالإنجليزية: Kevin Thomas)‏ هو لاعب كرة قدم أمريكية أمريكي، ولد في 28 يوليو 1978.

## وصلات خارجية
- كيفن توماس على موقع مرجع كرة القدم المحترفة.كوم (الإنجليزية)
- كيفن توماس على موقع كلية كرة القدم في سبورتس رفرنس.كوم (الإنجليزية)